# Coalición del Estado de Derecho
La Coalición del Estado de Derecho (en árabe إئتلاف دولة القانون transcrito como I'tilāf Dawlat al-Qānūn) es una Coalición política iraquí.
La coalición fue fundada por el actual Primer ministro de Irak, Nuri al Maliki, en el año 2008 para participar en las elecciones regionales a celebrarse el 31 de enero de 2009.
El partido político de Maliki, el Partido Islámico Dawa, había formado parte de la Alianza Unida Iraquí; una coalición ganadora de las dos primeras elecciones democráticas celebradas después de la caída de Saddam Hussein. Pero la Alianza Unida Iraquí se había dividido y finalmente desintegrado; por eso Mailiki hizo que Dawa formara una nueva alianza política con otros grupos y partidos para participar en las elecciones y así conservar y aumentar su poder.
Inicialmente la Coalición del Estado de Derecho se planteó como una coalición electoral para participar en las elecciones regionales, y su nombre hacía alusión al Estado de Derecho que Maliki y su gobierno presuntamente habían logrado restablecer y proteger con sus operativos militares y policiales de seguridad, en combate contra la insurgencia. Para el 2008 Maliki había logrado aumentar su popularidad al mejorar la situación de seguridad del país con esos operativos que permitieron reducir los atentados terroristas y ganar el control de territorios hasta entonces en manos de los rebeldes tanto chiíes como suníes.
Pero después de su éxito en las elecciones regionales del 2009, Maliki decidió volver a usarla para las elecciones parlamentarias convocadas para el 7 de marzo del 2010, dándole un carácter permanente y estable.
En esas elecciones parlamentarias del 2010 la Coalición del Estado de Derecho fue la segunda fuerza política más votada al obtener 2.620.042 votos populares, que representaban el 25,76% de los sufragios, y 89 diputados de los 325 que componen el Consejo de Representantes de Irak; y la diferencia con la coalición más votada (la Alianza Iraquí del ex primer ministro Iyad Allawi) fue de apenas 11.346 votos. Los resultados fragmentados de las elecciones y la alianza de la Coalición del Estado de Derecho con otra coalición le permitió a Maliki conservar el cargo de primer ministro y seguir gobernando.
Aunque el principal partido de la coalición, el Dawa, es un partido confesional chií y la inmensa mayoría de los votantes de la coalición son árabes chiíes; la alianza también incluye pequeños partidos, grupos o candidatos independientes pertenecientes a otras etnias o confesiones religiosas iraquíes, como suníes, kurdos o turcomanos iraquíes. Entre las elecciones regionales de 2009 y las generales de 2010 la composición de la coalición cambió un poco. 
En las elecciones regionales del 2009 la Coalición del Estado de Derecho estaba compuesta por los siguientes partidos o grupos políticos:
- Partido Islámico Dawa.

- Partido Islámico Dawa-Organización de Irak.

- Bloque Independiente.

- Bloque de la Solidaridad.

- Unión Islámica de Turcomanos Iraquíes.

- Movimiento Fraternidad Feli Kurda.

- Bloque del Levantamienton Shaabani de 1991.

- Numerosos candidatos independientes incluidos en las diversas listas regionales de la coalición.

En las elecciones parlamentarias nacionales del 2010 la coalición estaba formada por los siguientes partidos o grupos políticos:
- Partido Islámico Dawa.

- Partido Islámico Dawa-Organización de Irak.

- Frente Nacional por la Salvación de Irak (partido formado por líderes tribales y milicias suníes que apoyan al gobierno en su lucha contra la insurgencia).

- Movimiento Árabe Independiente.

- Bloque Unido Independiente Iraquí.

- Encuentro Kafaat Iraquí de Independientes.

- El Encuentro-Al-Tajamo.

- Unión Islámica de Turcomanos Iraquíes.

- Los Independientes (un grupo formado por el ministro de Petróleo iraquí).

- Numerosos candidatos independientes.